# روبرت نايش

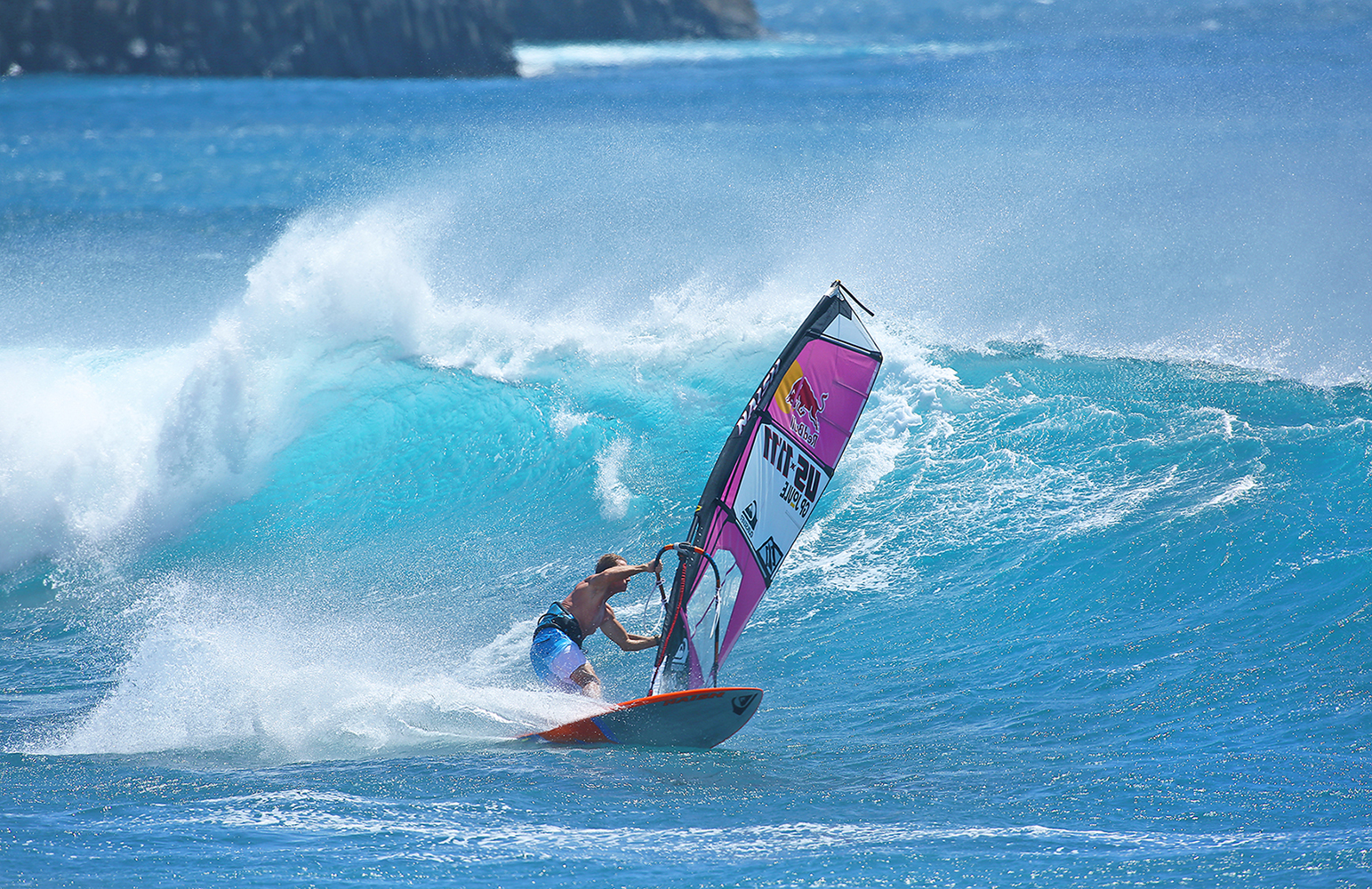
روبي نايش ، لا بيروس باي ، ماوي ، هاواي 9-8-2019

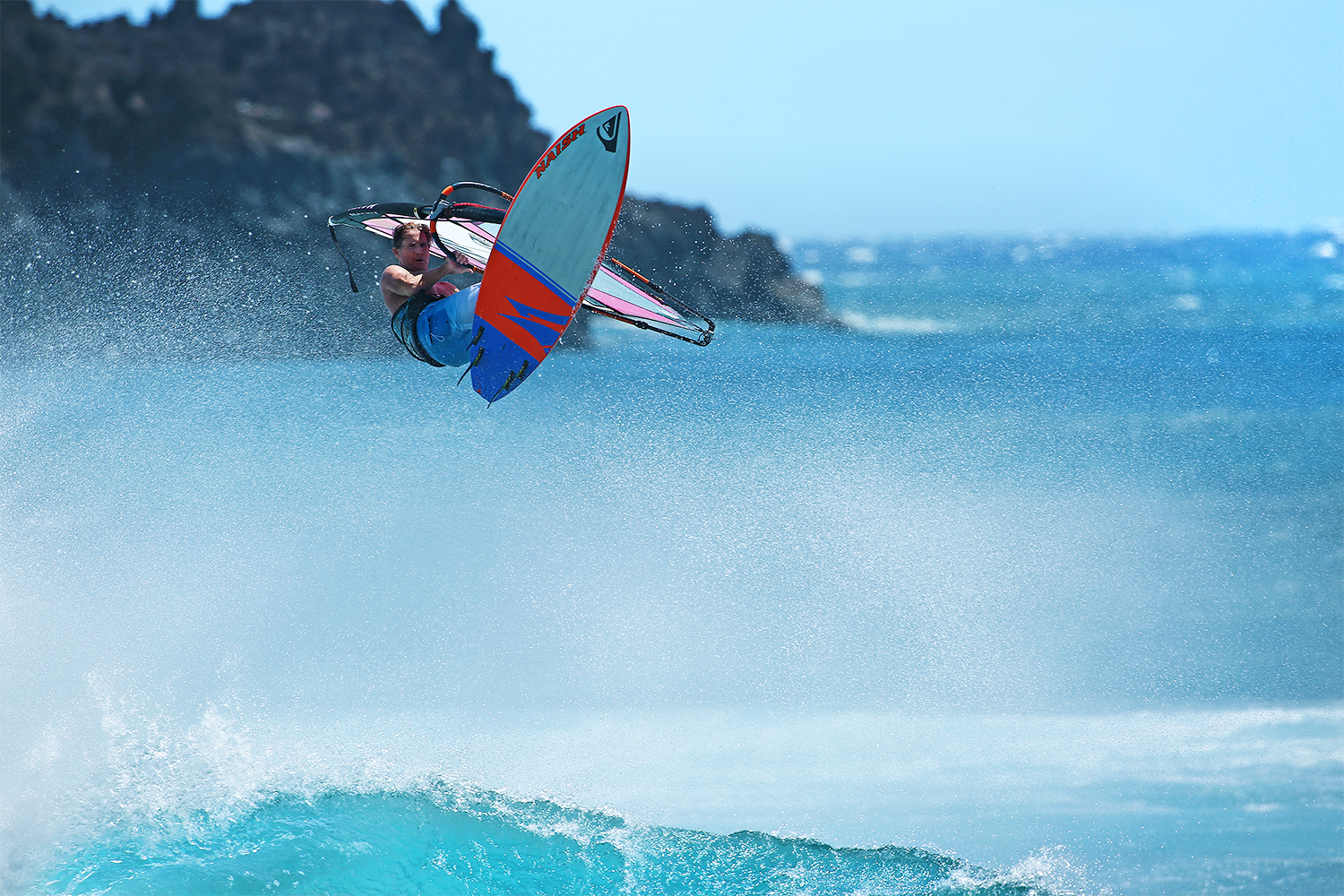
روبي نيش ، رياضة ركوب الأمواج شراعيًا ، هوائي ، خليج لا بيروس ، ماوي ، هاواي ، 9-8-2019

روبرت ستونتون نايش (من مواليد 23 أبريل 1963 في لا هويا ، سان دييغو ، كاليفورنيا ) رياضي ورجل أعمال أمريكي فاز بـ 23 لقبًا في بطولة العالم لركوب الأمواج. يعتبر أيضاً رائداً في رياضة ركوب الأمواج الشراعية والتجديف وقوفاً (SUP).
في عام 1976 ، فاز بأول بطولة عالمية له في رياضة ركوب الأمواج الشراعيًة في سن 13 عامًا في جزر البهاما . منذ ذلك الحين، ظهر في الأفلام ومقاطع الفيديو والتقارير الإخبارية. في عام 1996 أسس شركة تصنيع وبيع الألواح الشراعية والأشرعة ومعدات ركوب الأمواج وألواح التجديف والقوارب المائية.

## الرعاة
- ريد بول
- كويك سيلفر

## الجوائز
- 1976 بطل العالم لركوب الأمواج
- بطل العالم في رياضة ركوب الأمواج 24 مرة
- 1998 بطل العالم في سباق التعرج الشراعي
- 1999 بطل العالم في القفز
- القاعة الوطنية للمشاهير الشراعية لعام 2017 [1]
- عضو مؤسس في أكاديمية لوريوس الرياضية العالمية
- راكب الأمواج لـ 6 مرات في العام (مجلة SURF الألمانية)

## روابط خارجية
- موقع الطائرات الورقية Naish Naish وركوب الأمواج شراعيًا ولوح التزلج على الماء
- روبي نيش - The Windsurfing Podcast ، windsurfing.tv، 16. سبتمبر 2020
- سيرة الرابطة الدولية لركوب الأمواج
- روبي نايش ريد بول
- روبي نايش كويك سيلفر